# Zgorzały Most
Zgorzały Most – osada w Polsce położona w województwie kujawsko-pomorskim, na obszarze Wdeckiego Parku Krajobrazowego, w powiecie świeckim, w gminie Osie, położona wśród lasów i wzniesień nad rzeką Ryszką, w pobliżu wsi Jakubowo, na południowy zachód od Tlenia.
W latach 1975–1998 miejscowość administracyjnie należała do województwa bydgoskiego.
Osada powstała przed 1772 i należała do stanowiącego własność królewską folwarku w Wierzchach. 
Na rzece Ryszka we wsi znajduje się młyn wodny i tartak z przełomu XIX i XX w. Całość układu wodno-terenowego tworzy wyjątkowo ciekawą przestrzeń o wysokich walorach krajobrazu kulturowego.